# Liliane Ackermann
Pour les articles homonymes, voir Ackermann.
Liliane Aimée Ackermann, née Weil le 3 septembre 1938 à Strasbourg et morte dans la même ville le 3 février 2007, est une femme pionnière de la communauté juive de France, écrivaine et conférencière.
Elle est, en outre, une scientifique ayant été docteur en microbiologie et docteur en sciences humaines.

## Biographie
Liliane Ackermann naît le 3 septembre 1938 à Strasbourg (Bas-Rhin), de Lucien Weil et Béatrice Haas.
Durant la Seconde Guerre mondiale, sa famille trouve refuge à Voiron, Isère. Ils y demeurent jusqu'en 1956, puis retournent s'installer à Strasbourg. Elle se marie en 1959 avec le docteur Henri Ackermann, dentiste très actif dans la communauté juive. Ils auront sept enfants (Théo, Jacques, Anne, Raoul, Éric, Charles et Marc).
Ayant obtenu son baccalauréat en 1956, elle étudie à la Faculté des Sciences de l'université Louis-Pasteur de Strasbourg, où elle obtient son premier doctorat, en microbiologie, en 1974. Elle recevra dans cette même université un second doctorat, en sciences humaines, en 1999.
De 1956 à 2007, elle enseigne à Strasbourg aux niveaux élémentaire et secondaire mais aussi à des adultes dans des programmes d'éducation juive. Liliane Ackermann est en effet l'une des rares femmes à avoir étudié les textes majeurs de la tradition juive avant d'aborder l'étude du Talmud de Babylone, et d'entreprendre ensuite celle du Talmud de Jérusalem. Elle enseigne autant à des individus qu'à de larges groupes, et publie des ouvrages dont les thèmes lui tiennent à cœur : l'interaction entre judaïsme et science, la position de la femme, et les conversions religieuses. Elle enseigne aussi à des immigrants russes en Allemagne. En parallèle, de 1976 à 1996, elle donne des conférences à l'université Louis-Pasteur en biochimie et en microbiologie.
Liliane et Henri Ackermann prennent en charge en 1972, sous la direction de Théo Klein, le mouvement de jeunesse Yechouroun,,, un groupe religieux national actif à longueur d'année, qui organise des camps d'été et d'hiver. Un grand nombre de dirigeants communautaires juifs y ont été formés, parmi lesquels René Gutman, grand-rabbin du Bas-Rhin et Gilles Bernheim, grand-rabbin de la grande synagogue de Paris, et grand-rabbin de France jusqu'en avril 2013. Ce dernier lui rendra hommage, ainsi qu'aux responsables du mouvement de jeunesse Yechouroun lors de son investiture, le dimanche 1er février 2009.
Lors d'une cérémonie officielle, au palais de l'Élysée, rencontrant le président de la République Valéry Giscard d'Estaing, à sa demande elle se présente à lui, faisant la liste de ses réalisations et de ses activités. Impressionné, il lui demande : « Où trouvez-vous le temps de faire autant ? » ; elle lui répond : « À part cela, j'éduque mes 7 enfants ! ».
Liliane Ackermann s'implique jusqu'à son décès, survenu  à Strasbourg le 3 février 2007 (Tou Bichvat),,,, dans l'aide aux handicapés, aux femmes en détresse, aux personnes âgées. À Strasbourg, sa maison est le lieu où trouver de l'aide, des conseils, des encouragements, mais aussi de l'étude sérieuse à tous les niveaux.
Elle est enterrée au cimetière "Etz Haïm" de Cronenbourg.

## Œuvres

### Thèse
- Éducation de la femme juive théories et réalités. Sous la direction de David Banon, Université de Strasbourg, soutenue en 1999[9]

### Essais et ouvrages historiques
- Thora, Science : l'Unité. Éditions Sarcelles, 1991[10]
- Le Monde juif au féminin. L'histoire de la Bible à nos jours. Éditions Safed: Châteauneuf (Loire), 2003.
- Essai sur la conversion. Éditions l'Arche du Livre: Marseille, 2006. (avec une préface du grand-rabbin Gilles Bernheim).  (ISBN 2-911613-11-2).

### Ouvrages écrits en collaboration
- Liliane et Henri Ackermann. L'Étude de la Torah et les femmes. Le responsum du rabbin Shlomo Hacohen Gross. In: Quand les femmes lisent La Bible, sous la direction de Janine Elkouby et Sonia Sarah Lipsyc. Pardès 43. Collection "Études Et Culture Juives", Éditions In Press: Paris, 2007, p. 153-166.  (ISBN 978-2-84835-134-6)